# Pterobranchia
De Pterobranchia zijn een klasse van kleine, wormachtige dieren. Ze behoren tot de hemichordata, en leven in afgescheiden buizen op de oceaanbodem. Pterobranchia eten door plankton uit het water te filteren met behulp van trilharen aan hun tentakels. Er zijn ongeveer dertig bekende levende soorten in de klasse Pterobranchia.
Onderzoek onder een elektronenmicroscoop wijst er op dat de Pterobranchia mogelijk tot dezelfde klasse behoren als de uitgestorven graptolieten.

## Anatomie
Net als de verwante eikelwormen (Enteropneusta) bestaat het lichaam van de Pterobranchia uit drie delen: een voorste slurf, een kraag en een romp. De snuit is breed en afgeplat aan de punt, en de meeste soorten bevatten klieren die een buis van organisch materiaal afscheiden waarbinnen de Pterobranchia hun hele volwassen leven doorbrengen. De dieren wonen samen in een kolonie, met verschillende zoïden in een cluster van buizen. Bij sommige soorten zijn de afzonderlijke zoïden van de kolonie verbonden door uitstulpingen. Het geslacht Atubaria is een uitzondering: hier ontbreken de buizen die typisch zijn voor de Pterobranchia.
De kraag is voorzien van een aantal grote armen, die elk op hun beurt voorzien zijn van een rij tentakels aan beide zijde. Het aantal armen varieert tussen de soorten. De tentakels zijn bedekt met cilia en deze helpen bij het filteren van voedsel uit het water. De stam bestaat uit een eenvoudige buisvormige darm, en is gebogen zodat de anus naar boven georiënteerd is.
Ondanks de nauwe verwantschap tussen de twee klassen, lijken de larves niet op die van de eikelwormen. Aan het einde van het larvestadium rust de larve op de ondergrond en plant zich ongeslachtelijk voort door knopvorming om zo een nieuwe kolonie te vormen.

## Onderverdeling
- Familie Atubaridae
  - Geslacht Atubaria
    - Atubaria heterolopha (Sato, 1935)
- Familie Cephalodiscidae
  - Geslacht Cephalodiscus
    - Cephalodiscus (Idiothecia) agglutinns (Harmer & Ridewood, 1913)
    - Cephalodiscus (Demiothecia) atlanticus (Bayer, 1962)
    - Cephalodiscus (Orthoecus) australiensis Johnston & Muirhead, 1951
    - Cephalodiscus (Demiothecia) calciformis (Emig, 1977)
    - Cephalodiscus (Orthoecus) densus (Andersson, 1907)
    - Cephalodiscus (Demiothecia) dodecocephalus (M'Intosh, 1887)
    - Cephalodiscus (Idiothecia) evansi (Ridewood, 1918)
    - Cephalodiscus (Orthoecus) fumosus (John, 1931)
    - Cephalodiscus (Idiothecia) gilchristi (Ridewood, 1906)
    - Cephalodiscus (Demiothecia) gracilis (Harmer, 1905)
    - Cephalodiscus graptolitoides (Dilly, 1993)
    - Cephalodiscus (Demiothecia) hodgsoni (Ridewood, 1906)
    - Cephalodiscus (Orthoecus) indicus (Schepotieff, 1909)
    - Cephalodiscus (Acoelothecia) kempi (John, 1932)
    - Cephalodiscus (Idiothecia) levinseni (Harmer, 1905)
    - Cephalodiscus (Idiothecia) nigrescens (Lankester, 1905)
    - Cephalodiscus (Demiothecia) sibogae (Harmer, 1905)
    - Cephalodiscus (Orthoecus) solidus (Andersson, 1907)
- Familie Rhabdopleuridae
  - Geslacht Rhabdopleura
    - Rhabdopleura annulata (Norman, 1910)
    - Rhabdopleura compacta (Hincks, 1880)
    - Rhabdopleura grimaldi (Jollien, 1890)
    - Rhabdopleura manubialis (Jullien & Calvet, 1903)
    - Rhabdopleura mirabilis (Sars, 1872)
    - Rhabdopleura normani (Allman, 1869)
    - Rhabdopleura striata (Schepotieff)
    - Rhabdopleura vistulae (Kozlowski, 1956)